# Martin Hellinger
Martin Karl Hellinger, né le 17 juillet 1904 à Pirna et mort le 13 août 1988 à Hambourg, est un dentiste nazi allemand qui, en 1943, est affecté au camp de concentration pour femmes de Ravensbrück, avec pour mission de retirer l'or dentaire des personnes assassinées dans le camp.
Au premier procès de Ravensbrück, à partir de 1946, il est condamné à 15 ans de prison. Il est libéré en 1954 et perçoit des fonds du gouvernement ouest-allemand pour rétablir un cabinet dentaire. Les détails de sa vie ultérieure sont inconnus.

## Biographie
Il est né le 17 juillet 1904.

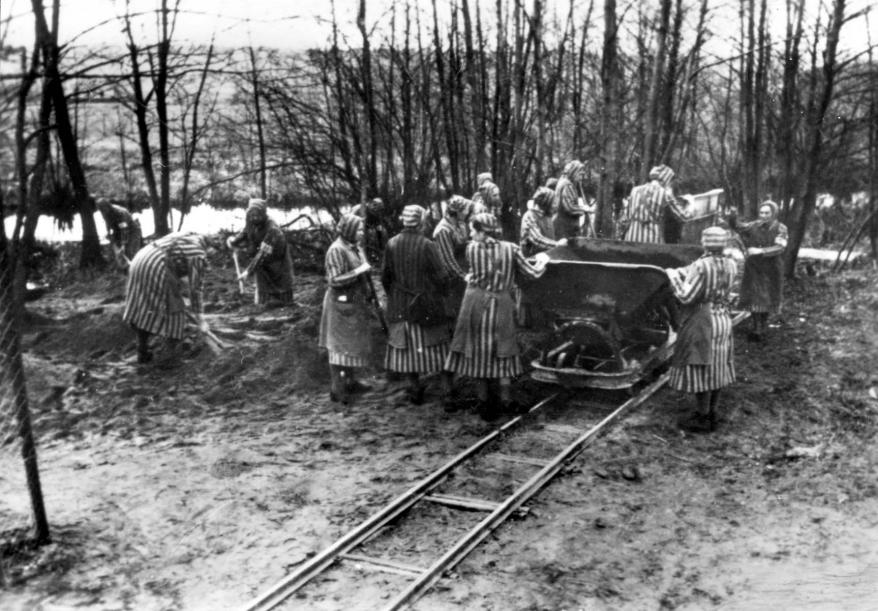
Femmes détenues au camp de concentration de Ravensbrück.

Hellinger rejoint la Schutzstaffel (SS) en 1933. Il sert à Sachsenhausen en 1941 et au camp de concentration de Flossenbürg entre 1941 et 1942. Du printemps 1943 à 1944, il est à Ravensbrück lorsqu'il est promu Hauptsturmführer.

C'est Heinrich Himmler qui le 23 septembre 1940 ordonne de recueillir les dents en or des personnes vivantes et de les extraire des cadavres. Un peu moins de deux ans plus tard, la collecte de l'or est obligatoire et systématique, conséquence de l'organisation de la Solution finale. Si la famille de la victime dépose une réclamation, on lui répond que :
..... est mort dans ce camp, le cadavre a été incinéré le....., ce qui nous empêche de vous renvoyer l'or dentaire
.Martin Hellinger est affecté à Ravensbrück, le camp des femmes, en 1943. Il est l'un des quatre dentistes du camp avec Walter Sonntag. Le médecin en chef est Karl Gebhardt.
Les soins dentaires au camp sont presque inexistants. Hellinger y accorde une attention minimale et se concentre sur son rôle d'officier SS exécutant des tâches générales aux côtés des autres membres du bureau du camp. Sa mission est d'enlever et collecter les dents en argent et en or, les obturations et les ponts dentaires pour les envoyer à Walther Funk, le président de la Reichsbank. Après qu'un médecin militaire a confirmé la mort et avant que des prélèvements non autorisés ne puissent avoir lieu, Hellinger inspecte la bouche des morts à la recherche d'or.
Hellinger assiste aux exécutions de trois agentes du SOE Lilian Rolfe, Denise Bloch et Violette Szabo,,.

## Procès de Ravensbrück

Premier procès de Ravensbrück 1947 : La condamnation.

Le premier procès de Ravensbrück s'ouvre le 3 décembre 1946, six jours avant l'ouverture du procès des médecins nazis à Nuremberg.
Seize membres du personnel de Ravensbrück sont jugés par un tribunal mixte interallié dans la zone britannique entre le 5 décembre 1946 et le 3 février 1947. Tous sont reconnus coupables, sauf un qui meurt au cours du procès. Onze sont condamnés à mort.
Il s'avère qu'à son arrivée au camp, Hellinger a vérifié les dents des victimes pour repérer de l'or qu'il pourrait récupérer plus tard. Dans une déclaration préalable au procès, Hellinger reconnaît qu'il était chargé de retirer les dents en or des cadavres. Cela, il l'a fait seul ou délégué à l'un des détenus assistants. De plus, il extrayait les dents en or des « prisonniers juste exécutés », les ayant attendus dans le crématorium avant les crémations de masse,. Il affirme qu'il croyait que les morts avaient été légalement exécutés.
Le 3 février 1947, un tribunal militaire britannique à Hambourg le condamne à 15 ans de prison. Il n'est pas d'avis qu'il a négligé ses devoirs professionnels.
La République fédérale d'Allemagne est fondée en 1949, ce qui entraîne un assouplissement des restrictions imposées aux tribunaux allemands. Une nouvelle suppression des restrictions a lieu avec le Traité de transfert entre l'Allemagne et les États-Unis, le Royaume-Uni et la France le 5 mai 1955.
Hellinger est libéré de la prison britannique pour criminels de guerre de Werl le 20 mai 1954, et rouvre son cabinet dentaire avec une subvention spéciale de 10 000 DM du gouvernement ouest-allemand,. Il travaille comme dentiste pendant de nombreuses années et meurt en 1988. Six photographies de Hellinger se trouvent aux Archives nationales britanniques,,.